# Método Ziegler-Nichols
El método de ajuste de Ziegler-Nichols es un método heurístico para ajustar un controlador PID. Fue desarrollado por John G. Ziegler y Nathaniel B. Nichols . Se realiza poniendo a cero las ganancias I (integral) y D (derivada). La ganancia "P" (proporcional), {\displaystyle K_{p}} se incrementa desde cero hasta alcanzar la ganancia final {\displaystyle K_{u}}, en el que la salida del bucle de control tiene oscilaciones estables y consistentes. {\displaystyle K_{u}} y el periodo de oscilación {\displaystyle T_{u}} se utilizan para configurar las ganancias P, I y D según el tipo de controlador utilizado y el comportamiento deseado:
| Tipo de control          | {\displaystyle K_{p}}                   | {\displaystyle T_{i}}                   | {\displaystyle T_{d}}                   | {\displaystyle K_{i}}                         | {\displaystyle K_{d}}                         |
| ------------------------ | --------------------------------------- | --------------------------------------- | --------------------------------------- | --------------------------------------------- | --------------------------------------------- |
| P                        | {\displaystyle 0.5K_{u}}                | –                                       | –                                       | –                                             | –                                             |
| PI                       | {\displaystyle 0.45K_{u}}               | {\displaystyle 0.8{\overline {3}}T_{u}} | –                                       | {\displaystyle 0.54K_{u}/T_{u}}               | –                                             |
| PD                       | {\displaystyle 0.8K_{u}}                | –                                       | {\displaystyle 0.125T_{u}}              | –                                             | {\displaystyle 0.10K_{u}T_{u}}                |
| PID clásico              | {\displaystyle 0.6K_{u}}                | {\displaystyle 0.5T_{u}}                | {\displaystyle 0.125T_{u}}              | {\displaystyle 1.2K_{u}/T_{u}}                | {\displaystyle 0.075K_{u}T_{u}}               |
| Regla integral de Pessen | {\displaystyle 0.7K_{u}}                | {\displaystyle 0.4T_{u}}                | {\displaystyle 0.15T_{u}}               | {\displaystyle 1.75K_{u}/T_{u}}               | {\displaystyle 0.105K_{u}T_{u}}               |
| algo de exceso           | {\displaystyle 0.3{\overline {3}}K_{u}} | {\displaystyle 0.50T_{u}}               | {\displaystyle 0.3{\overline {3}}T_{u}} | {\displaystyle 0.6{\overline {6}}K_{u}/T_{u}} | {\displaystyle 0.1{\overline {1}}K_{u}T_{u}}  |
| sin exceso               | {\displaystyle 0.20K_{u}}               | {\displaystyle 0.50T_{u}}               | {\displaystyle 0.3{\overline {3}}T_{u}} | {\displaystyle 0.40K_{u}/T_{u}}               | {\displaystyle 0.06{\overline {6}}K_{u}T_{u}} |

La ganancia final {\displaystyle (K_{u})} se define como 1/M, donde M es la relación de amplitud, {\displaystyle K_{i}=K_{p}/T_{i}} y {\displaystyle K_{d}=K_{p}T_{d}} .
Estos 3 parámetros se utilizan para establecer la corrección {\displaystyle u(t)} del error {\displaystyle e(t)} mediante la ecuación:
{\displaystyle u(t)=K_{p}\left(e(t)+{\frac {1}{T_{i}}}\int _{0}^{t}e(\tau )\,d\tau +T_{d}{\frac {de(t)}{dt}}\right)}
que tiene la siguiente relación de función de transferencia entre el error y la salida del controlador:
{\displaystyle u(s)=K_{p}\left(1+{\frac {1}{T_{i}s}}+T_{d}s\right)e(s)=K_{p}\left({\frac {T_{d}T_{i}s^{2}+T_{i}s+1}{T_{i}s}}\right)e(s)}

## Evaluación
La sintonización de Ziegler-Nichols (representada por las ecuaciones 'PID clásicas' en la tabla anterior) crea una "desintegración de un cuarto de onda". Este es un resultado aceptable para algunos propósitos, pero no óptimo para todas las aplicaciones.
Esta regla de ajuste está destinada a brindar a los bucles PID el mejor rechazo de perturbaciones. 
Produce una ganancia y excesos agresivos. En algunas aplicaciones se desea minimizar o eliminar el exceso. Para ellas este método es inapropiado. En ese caso, las ecuaciones de la fila denominada "sin exceso" se pueden utilizar para calcular las ganancias apropiadas del controlador.